# Ascalaphus lloydi
Ascalaphus lloydi is een insect uit de familie van de vlinderhaften (Ascalaphidae), die tot de orde netvleugeligen (Neuroptera) behoort. 
Ascalaphus lloydi is voor het eerst wetenschappelijk beschreven door Kimmins in 1949.